# Louredo (Amarante)
Louredo es una freguesia portuguesa del municipio de Amarante, con 3,23 km² de extensión y 630 habitantes (2021). Densidad: 195,0 hab/km².

## Patrimonio histórico
- Capilla de la Santa Cruz